# كوكتيل

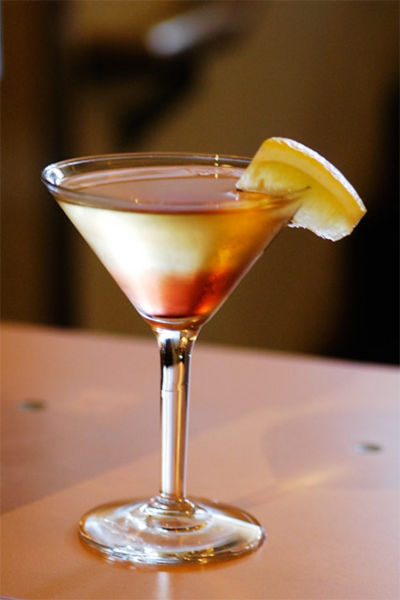
كوكتيل

الكوكتيل (أو خليط كحولي) هو نوع من أنواع المشروبات الكحولية المخلوطة. يحتوي الكوكتيل عادة على أحد أو عدة أنواع من المشروبات الكحولية وغير الكحولية والنكهات، الفواكه، الصلصات، العسل، الحليب أو القشطة، البهارات، الخ. من أول الكوكتيلات المعروفة هو كوكتيل الساتسيراك، المعتمد على الكونياك، حيث يرجع إلى عقد ال 1850 في نيوأورليانز في الولايات المتحدة الأمريكية.
إلى حد 1970، كانت الكوكتيلات تصنع بصورة أساسية اعتماداً على الجن، ويسكي، أو الرم، وبصورة أقل على الفودكا. ولكن من السبعينات ولاحقاً، زادت شعبية الفودكا بصورى كبيرة. في الثمانينات أصبحت الفودكا قاعدة للمشروبات المخلوطة. العديد من الكوكتيلات التي اعتاد تخضيرها على الجن، مثل الجمليه أو المارتيني، يتم تحضيرهم الآن مع الفودكا.
يستخدم العديد من المشروبات الغازية غير الكحولية في الكوكتيلات مثل مياه الصودا، الكولا وغيرها.